# ورنيشة جبلية
الورنيشة الجبلية (الاسم العلمي:Vernicia montana) هي نوع من النباتات تتبع جنس الورنيشة من الفصيلة الفربيونية.